# Letca Nouă
Letca Nouă é uma comuna romena localizada no distrito de Giurgiu, na região de Muntênia. A comuna possui uma área de 77.64 km² e sua população era de 3536 habitantes segundo o censo de 2007.